# Марк Лівіней Регул
Марк Лівіней Регул (лат. Marcus Livineius Regulus; ?  — після 20) — державний діяч часів ранньої Римської імперії, консул-суффект 18 року.

## Життєпис
Походив з роду нобілів Лівініїв. Син Марка Лівінея Регула та онук Луція Лівенея Регула, міського префекту Риму[джерело?]. Сенаторський статус родини дозволив Марку зробити гарну кар'єру. У 8 році до н. е. увійшов до колегії тріумвірів-монетаріїв. У 2 році до н. е. став претором. У 18 році його призначено консулом-суффектом разом з Луцієм Сеєм Тубероном. Був ним з травня до липня того року. Замінений Гаєм Рубелієм Бландом. Лівіней поріднився з родом Кальпурніїв Пізонів. У 20 році разом з іншими родичами захищав Гнея Кальпурнія Пізона, звинуваченого в отруєнні Германіка. Про подальшу долю нічого невідомо.